# Nvidia-GeForce-100-Serie
GeForce GeForce-100-Serie ist eine Serie von Desktop-Grafikchips des Unternehmens Nvidia, die nur auf dem OEM-Markt verfügbar ist.
GeForce Serie entstand aus dem Marketingbedürfnis, die bestehenden Grafikchips der GeForce-9-Serie an das neue Bezeichnungsschema der kurz zuvor erschienenen GeForce-200-Serie anzupassen. Damit ist die GeForce-100-Serie trotz ihres Namens chronologisch nach der GeForce-200-Serie einzuordnen, technisch jedoch identisch mit der GeForce-9-Serie.

## Technisches
GeForce Chips der GeForce-100-Serie sind mit den jeweiligen Chips der GeForce-9-Serie identisch und unterstützen daher alle das Shadermodell 4.0 (SM 4.0) nach DirectX 10, OpenGL 3.3, CUDA und damit auch PhysX.

### Grafikprozessoren
| Grafik- chip | Fertigung | Fertigung      | Fertigung   | Einheiten          | Einheiten | Einheiten           | Einheiten       | Einheiten       | Einheiten       | L2- Cache | API-Support | API-Support | API-Support | Video- pro- zessor | Bus- Schnitt- stelle |
| Grafik- chip | Pro- zess | Transi- storen | Die- Fläche | ROP- Parti- tionen | ROPs      | Unified-Shader      | Unified-Shader  | Textureinheiten | Textureinheiten | L2- Cache | DirectX     | OpenGL      | OpenCL      | Video- pro- zessor | Bus- Schnitt- stelle |
| Grafik- chip | Pro- zess | Transi- storen | Die- Fläche | ROP- Parti- tionen | ROPs      | Stream- prozessoren | Shader- Cluster | TAUs            | TMUs            | L2- Cache | DirectX     | OpenGL      | OpenCL      | Video- pro- zessor | Bus- Schnitt- stelle |
| ------------ | --------- | -------------- | ----------- | ------------------ | --------- | ------------------- | --------------- | --------------- | --------------- | --------- | ----------- | ----------- | ----------- | ------------------ | -------------------- |
| G92b         | 55 nm     | 754 Mio.       | 276 mm²     | 4                  | 16        | 128                 | 8               | 64              | 64              | 64 kB     | 10.0        | 3.3         | 1.1         | VP2                | PCIe 2.0             |
| G94b         | 55 nm     | 505 Mio.       | 180 mm²     | 4                  | 16        | 064                 | 4               | 32              | 32              | 64 kB     | 10.0        | 3.3         | 1.1         | VP2                | PCIe 2.0             |
| G96b         | 55 nm     | 314 Mio.       | 119 mm²     | 2                  | 08        | 032                 | 2               | 16              | 16              | 32 kB     | 10.0        | 3.3         | 1.1         | VP2                | PCIe 2.0             |
| G98          | 65 nm     | 210 Mio.       | 086 mm²     | 1                  | 04        | 008                 | 1               | 08              | 08              | 16 kB     | 10.0        | 3.3         | 1.1         | VP3                | PCIe 2.0             |

## Namensgebung
Bei der GeForce-100-Serie kommt ein ähnliches Bezeichnungsschema, wie es seit der GeForce-200-Serie verwendet wird, zum Einsatz. Alle Grafikchips werden mit einem Buchstabenkürzel zur Einordnung des Leistungssektors sowie einer dreistelligen Nummer bezeichnet, die generell mit einer „1“ (für GeForce 100) beginnt. Die letzten beiden Ziffern dienen zur weiteren Differenzierung innerhalb des jeweiligen Leistungssektors. Da die früher erschienene GeForce-200-Serie den High-End-Markt bereits abdeckte, wurde das Kürzel GTX bei der 100er Serie nicht verwendet.
Buchstabenkürzel
- G  – Low-Budget
- GT – Mainstream
- GTS – Performance
- GTX – High-End

Für Verwirrung sorgt, dass Nvidia die GeForce-100-Karten zuvor schon als GeForce-9-Karten auf dem Markt hatte und hat (Stand Januar 2009), welche wiederum vorher schon technisch identisch in der GeForce-8-Serie existierten. Es erfolgten entsprechende Umbenennungen, zuerst in das Namensschema der 9er-Serie und nunmehr in das Schema der 100er-Serie (z. B.: 9500 GT → GT 120). Damit sind ein und dieselben Karten teilweise unter drei verschiedenen Namen auf dem Markt.

## Modelldaten
| Modell          | Offizieller Launch | Grafikprozessor (GPU) | Grafikprozessor (GPU) | Grafikprozessor (GPU) | Grafikprozessor (GPU) | Grafikprozessor (GPU) | Grafikprozessor (GPU) | Grafikprozessor (GPU) | Grafikspeicher | Grafikspeicher | Grafikspeicher | Grafikspeicher      | MGCP (Watt) | Sonstiges                            |
| Modell          | Offizieller Launch | Typ                   | Aktive Einheiten      | Aktive Einheiten      | Aktive Einheiten      | Aktive Einheiten      | Chiptakt (MHz)        | Shadertakt (MHz)      | Größe (MB)     | Takt (MHz)     | Typ            | Speicher- interface | MGCP (Watt) | Sonstiges                            |
| Modell          | Offizieller Launch | Typ                   | ROPs                  | Shader- Cluster       | Stream- prozessoren   | Textur- einheiten     | Chiptakt (MHz)        | Shadertakt (MHz)      | Größe (MB)     | Takt (MHz)     | Typ            | Speicher- interface | MGCP (Watt) | Sonstiges                            |
| --------------- | ------------------ | --------------------- | --------------------- | --------------------- | --------------------- | --------------------- | --------------------- | --------------------- | -------------- | -------------- | -------------- | ------------------- | ----------- | ------------------------------------ |
| GeForce G100    | 10. Mrz. 2009      | G98                   | 4                     | 1                     | 8                     | 8                     | 567                   | 1400                  | 512            | 500            | DDR2           | 64 Bit              | 35          | OEM-Version der GeForce 9300 GS      |
| GeForce GT 120  | 10. Mrz. 2009      | G96b                  | 8                     | 2                     | 32                    | 16                    | 500                   | 1400                  | 512            | 500            | DDR2           | 128 Bit             | 50          | OEM-Version der GeForce 9500 GT      |
| GeForce GT 130  | 10. Mrz. 2009      | G94b                  | 12                    | 3                     | 48                    | 24                    | 500                   | 1250                  | 768            | 800            | GDDR3          | 192 Bit             | 75          | OEM-Version der GeForce 9600 GSO 512 |
| GeForce GTS 150 | 10. Mrz. 2009      | G92b                  | 16                    | 8                     | 128                   | 64                    | 738                   | 1836                  | 1024           | 1000           | GDDR3          | 256 Bit             | 141         | OEM-Version der GeForce 9800 GTX+    |

Hinweise
- GeForce angegebene Taktraten sind die von Nvidia empfohlenen bzw. festgelegten. Allerdings liegt die finale Festlegung der Taktraten in den Händen der jeweiligen Grafikkarten-Hersteller. Daher ist es durchaus möglich, dass es Grafikkarten-Modelle gibt oder geben wird, die abweichende Taktraten besitzen.
- Mit dem angegebenen Zeitpunkt ist der Termin der öffentlichen Vorstellung angegeben, nicht der Termin der Verfügbarkeit der Modelle.
- „MGCP“ steht kurz für „Maximum Graphics Card Power“ und bezeichnet die offiziell von nVidia angegebene, unter Normalbetrieb zu erwartende maximale Leistungsaufnahme einer Grafikkarte. Unter speziellen Bedingungen lässt sich unter Umständen aber eine noch höhere Leistungsaufnahme erreichen. Daher ist die Maximum Graphics Card Power nicht mit der TDP gleichzusetzen.
- GeForce Taktfrequenz des Speichers wird auch oft als doppelt so hoch angegeben. Grund dafür ist die doppelte Daten-Rate (DDR).

### Leistungsdaten
Für die jeweiligen Modelle ergeben sich folgende theoretische Leistungsdaten:
| Modell          | Rechenleistung aller Streamprozessoren (GFlops) | Füllrate des Grafikprozessors | Füllrate des Grafikprozessors | Datenübertragungsrate zum Grafikspeicher (GB/s) |
| Modell          | Rechenleistung aller Streamprozessoren (GFlops) | Pixel (GPixel/s)              | Texel (GTexel/s)              | Datenübertragungsrate zum Grafikspeicher (GB/s) |
| --------------- | ----------------------------------------------- | ----------------------------- | ----------------------------- | ----------------------------------------------- |
| GeForce G100    | 33,6                                            | 2,3                           | 4,5                           | 8,0                                             |
| GeForce GT 120  | 134                                             | 4,0                           | 8,0                           | 16,0                                            |
| GeForce GT 130  | 180                                             | 6,0                           | 12,0                          | 38,4                                            |
| GeForce GTS 150 | 705                                             | 11,8                          | 47,2                          | 64,0                                            |

Hinweise
- GeForce angegebenen Leistungswerte für die Rechenleistung über die Streamprozessoren, die Pixelfüllrate, die Texelfüllrate und die Speicherbandbreite sind theoretische Maximalwerte. GeForce Gesamtleistung einer Grafikkarte hängt unter anderem davon ab, wie gut die vorhandenen Ressourcen ausgenutzt bzw. ausgelastet werden können. Außerdem gibt es noch andere, hier nicht aufgeführte Faktoren, die die Leistungsfähigkeit beeinflussen.
- GeForce angegebene Rechenleistung über die Streamprozessoren bezieht sich auf die Nutzung beider MUL-Operationen, die bei Grafikshaderberechnungen nicht erreicht wird, da weitere Berechnungen ausgeführt werden müssen. Bei diesen Berechnungen liegt die Leistung der Rechenleistung über die Stream-Prozessoren daher geringer.